# Терьково
Терьково (рос. Терьково) — присілок в Бабаєвському районі Вологодської області.
Входить до складу Пожарського сільського поселення, з точки зору адміністративно-територіального поділу — до Пожарської сільради.
Відстань по автодорозі до районногу центра Бабаєво — 78 км, до центра муніципального утворення села Пожара — 8 км. Найближчі населені пункти — Васильково, Комарово, Чуніково.
По перепису 2002 року населення — 74 особи (35 чоловіків, 39 жінок). Переважна національність — росіяни (96 %).
Станом на 2011 рік населення села різко знизилося у зв'язку з міграцією в міста.